# دائرة بني ورتيلان
دائرة اثورتيلان هي إحدى دوائر ولاية سطيف الجزائرية.

## التقسيم الإداري
تضم الدائرة حسب التقسيم الإداري لسنة 1984 أربع بلديات هي :
- بني ورتيلان
- بني شبانة
- بني محلي
- عين لقراج

## السكان
بلغ عدد سكان بني اورتيلان 20.000 نسمة حسب احصائيات 2012, يتحدثون اللغة الأمازيغية كلغة اساسية. و اللغتين الفرنسية والعربية كلغتين ثانيتين

## المناخ
تتميز منطقة بني ورتيلان و مناطق شمال سطيف عموما ب قاري رطب حار شبه جاف صيفا و برودة مع ثلوج كثيفة و تشكل الصقيع ابتداءا من شهر نوفمبر إلى غاية شهر افريل